# Хом'яков Анатолій Петрович
Анатолій Петрович Хом'яков (нар. 29 травня 1935) — радянський футболіст, воротар. Майстер спорту СРСР.

## Життєпис
У командах майстрів — з 1957 року. Виступав у класі «Б» за «Волгу» (Твер) (1958), СКВО (Одеса) (1959), «Труд» (Ногінськ) (1960), «Знамя Труда» (Орехово-Зуєво) (1962-1963).
У 1962 році з командою «Знамя Труда» дійшов до фіналу Кубка СРСР, в якому через технічну помилку вже на 5-й хвилині матчу дозволив супернику з донецького «Шахтаря» відзначитися голом і був замінений в перерві на Вадима Никифорова.
Футбольну кар'єру завершив 1964 року в клубі класу «А» «Торпедо» (Кутаїсі).